# Панкратов, Борис Олегович
Бори́с Оле́гович Панкра́тов (бел. Барыс Алегавіч Панкратаў, род. 30 декабря 1982, Могилёв) — белорусский футболист и футбольный тренер, вратарь.

## Карьера
Борис Панкратов является воспитанником могилёвского футбола. В 1999 году попал во вторую команду клуба «Днепра». Оттуда перешёл в шкловский «Спартак». Через четыре года перешёл в борисовский БАТЭ. Там он был запасным вратарем, подменяя Александра Федоровича. Выиграл два чемпионата Белоруссии и один Кубок Белоруссии. В межсезонье 2008 года, по истечении своего контракта, перешёл в другой белорусский клуб — «Динамо» Минск, вслед за главным тренером Игорем Криушенко. Сначала был основным вратарем, но с уходом Криушенко сел на скамейку, уступив Андрею Горбунову. В 2009 году ушёл в аренду в «Гранит» Микашевичи. После, в 2010, перешёл в родной «Днепр», где был основным вратарем. После вылета «Днепра» из Высшей лиги перешёл в «Неман» Гродно. Там почти не играл.
В начале 2013 вернулся в «Днепр» и стал вторым вратарём после Артура Котенко, нередко появлялся и в стартовом составе. В сезоне 2014, после ухода из команды Котенко, стал основным вратарём. В марте стал капитаном команды. В июле получил травму, из-за которой некоторое время не играл. После возвращения стал чередоваться с Владимиром Журовым.
По результатам сезона 2014 «Днепр» потерял место в Высшей лиге, и Панкратов расторг с ним контракт. В январе 2015 года находился на просмотре в бобруйской «Белшине», где и начал сезон 2015. Смог стать основным вратарём команды, пропустил всего 16 голов в 26 матчах. В мае-июне Панкратов, не пропуская в пяти матчах подряд, выдал «сухую» серию из 537 минут, которая стала одной из самых продолжительных в чемпионате.
В первой половине сезона 2016 был вторым вратарём после Антона Амельченко. Летом, когда большая часть игроков покинула «Белшину», остался в клубе в качестве основного вратаря и стал капитаном команды.
В январе 2017 года присоединился к «Слуцку», с которым в феврале подписал контракт. Сезон 2017 начинал в качестве основного вратаря случчан, позднее из-за травм стал реже появляться на поле. В декабре продлил соглашение со «Слуцком». В сезоне 2018 играл в стартовом составе команды. В декабре подписал новый контракт с клубом. Сезон 2019 начинал в стартовом составе, в мае не играл из-за травмы, позднее вернул место в основе, иногда оставался на скамейке запасных. В декабре продлил соглашение со «Слуцком». В 2020 году был основным вратарём, пропустил только конец сезона.
В январе 2021 года по окончании контракта покинул «Слуцк» и вскоре стал игроком «Ислочи», где чередовался с Владиславом Василючеком. В январе 2022 года, покинув «Ислочь» по окончании контракта, вернулся в «Слуцк». В январе 2024 года футболист покинул клуб по окончании срока действия контракта.

## Тренерская карьера
В апреле 2024 года стал играющий тренером вратарей борисовского фарм-клуба БАТЭ-2.

## Достижения
БАТЭ
- Обладатель Кубка Белоруссии: 2005/06
- Победитель Чемпионата Белоруссии (2): 2006, 2007

«Динамо» (Минск)
- Серебряный призёр чемпионата Белоруссии: 2008